# Josep Miquel Guàrdia Bagur
Josep Miquel Guàrdia Bagur (23 de gener de 1830, Alaior - 1887) fou un escriptor, filòsof i metge menorquí naturalitzat francès. Se'l considera, entre altres facetes, un dels pioners de la psicologia moderna, que va contribuir a establir les bases de la medicina psiquiàtrica.
Va iniciar els primers estudis a Menorca per acabar al Col·legi Reial de Montpeller, on va ser alumne intern des de 1843 a 1848. A Montpeller va començar els estudis de Medicina, que va continuar a París, fins a arribar al grau de doctor l'any 1853. Va fer simultàniament la carrera de Lletres i en va obtenir també el doctorat l'any 1855. No va exercir mai la seva professió de metge, i es va graduar de batxiller en lletres, dedicant-se més aviat a la part històrica i erudita de la ciència. Va ser un humanista de mèrit, com ho demostra la seva Gramàtica Llatina, compilació molt útil i ben feta. Es va dedicar amb èxit a l'ensenyament en diversos col·legis privats. Tot i haver-se naturalitzat a França, mai va obtenir cap més càrrec públic que el d'un modestíssim lloc a la Biblioteca de la Facultat de Medicina, però va col·laborar més o menys assíduament en molts diaris i revistes, tals com la Correspondance Littéraire, Magazin de librairie, Revue de l'Instruction Publique, Revue des Deux Mondes i Revue Philosophique.